# Paolana
L'U.S.D. Paolana 1922 è una società calcistica con sede nella città di Paola. Milita nel campionato regionale di Eccellenza, il quinto livello del campionato italiano di calcio.

## Storia
Venne fondata nel 1922 da Eugenio Tarsitano. Inizialmente era una società di carattere polisportivo comprendendo più discipline: calcio, pallavolo, pallacanestro, nuoto, atletica leggera, pugilato e ciclismo. Poi col passare degli anni, rimase solo la denominazione di Unione Sportiva, poiché era diventata una società solo di carattere calcistico.
È una delle società più antiche della Calabria, infatti detiene la Stella d'argento per i suoi 100 anni di vita. Disputa sempre campionati a livello dilettantistico, l'ultimo a livello interregionale nella stagione 2006-2007 essendo inserita nel girone I della Serie D. Nel corso della sua storia la squadra ha disputato 22 stagioni nei vari campionati interregionali di quarto e quinto livello del campionato italiano di calcio.
Nell'estate del 2015 la Paolana viene coinvolta, insieme alla Palmese, nello scandalo del calcioscommesse partito dall'inchiesta "Dirty soccer". In particolar modo vengono alla luce sospetti circa una combine che avrebbe coinvolto i due sodalizi per non far retrocedere il Sambiase, squadra di Lamezia Terme. Successivamente verrà dimostrata l'estraneità ai fatti delle società coinvolte.
Nello stesso periodo la Paolana rischia il fallimento dopo 93 anni di storia ininterrotta, riuscendo ad iscriversi in extremis al campionato di Eccellenza e a saldare tutte le vertenze con alcuni ex tesserati. Per l'occasione viene delineata la nuova politica della società che punta quasi esclusivamente sui giovani.
Nell'estate del 2018, la Paolana rischia nuovamente il fallimento a causa di una crisi (poi rientrata) che coinvolge la dirigenza del club e l'amministrazione comunale; per l'occasione, le cariche sociali, con in testa il presidente Logatto, vengono azzerate e il titolo sportivo consegnato nelle mani del sindaco. La crisi perdura fino ad ottobre allorché la dirigenza rientra nelle proprie cariche. In campionato la squadra ottiene una tranquilla salvezza.

## Strutture

### Stadio
La Paolana disputa i propri incontri casalinghi allo stadio Eugenio Tarsitano.
Un tempo tempio del calcio dilettantistico calabrese, la sua capienza si aggira attorno ai 2000 posti.

## I presidenti
- 1922-1951  Eugenio Tarsitano
- ?-?  Celestino Conte
- ?-?  Ciccio Stillo
- ?-?  Agostino Provenzano
- ?-?  Paolo Romagno
- ?-?  Vincenzo Tarsitano
- ?-?  Enrico Arrigucci
- ?-?  Nicola Ferrari
- ?-?  Lucio Sbano
- ?-?  Domenico Trotta
- ?-?  Mario Piersante
- 1986-1990  Giuseppe Cimino
- ?-?  Pasquale Conte
- ?-?  Carlo D'Ippolito
- ?-?  Luigi Cilento
- ?-1991  Marcello Sorrentino
- 1991-1999  Lucio Sbano
- 1999-2001  Adolfo Ramunno
- 2002-2003  Attilio Cascardo
- 2003-2005  Walter Lattari
- ?-2007  Giuseppe Bruno
- ?-2009  Piero Perrotta
- 2009-  Adolfo Ramunno
- ?-2012  “Gustino” Agostino Perrotta
- 2012  Alfonso D'Arienzo (comm. straordinario)
- 2012-2013  Enrico Gaetano
- 2013  Antonino Gatto D'Arrigo
- 2013-2023 LO GATTO GIUSEPPE
- 2021-2023  Pompeo Gualtieri
- 2023  Franco Marcone

## Palmarès

### Competizioni regionali
- Eccellenza: 1

2005-2006
- Prima Divisione: 1

1949-1950 (girone D)
- Promozione: 4

1952-1953, 1974-1975, 1991-1992 (girone A), 2002-2003 (girone A)
- Prima Categoria: 1

1960-1961

## Statistiche e record

### Partecipazione ai campionati
| Livello | Categoria                       | Partecipazioni | Debutto   | Ultima stagione | Totale |
| ------- | ------------------------------- | -------------- | --------- | --------------- | ------ |
| 4º      | Promozione                      | 2              | 1950-1951 | 1951-1952       | 13     |
| 4º      | IV Serie                        | 2              | 1953-1954 | 1954-1955       | 13     |
| 4º      | Serie D                         | 9              | 1961-1962 | 1975-1976       | 13     |
| 5º      | Campionato Interregionale       | 7              | 1982-1983 | 1988-1989       | 9      |
| 5º      | Campionato Nazionale Dilettanti | 1              | 1993-1994 | 1993-1994       | 9      |
| 5º      | Serie D                         | 1              | 2006-2007 | 2006-2007       | 9      |

## Tifoseria

### Storia
Il seguito di tifo della Paolana ha una matrice organizzata d'ispirazione ultras che affonda le sue origini agli anni settanta.
Nel corso degli anni i gruppi ultras al seguito della Paolana sono stati i Fedayn, gruppo nato nel 1977, i Boys 85, gli Ultras Paola 1922 e la Nuova Guardia 2014.
Altri microgruppi sono stati Onda d'Urto, Erotik Group, Banzai, Irriducibili, Joint group e Fossa del Rango Alcolica.
I gruppi organizzati del tifo paolano si stabiliscono storicamente nel lato sud della tribuna ovest.

### Gemellaggi e rivalità
Per quanto riguarda i buoni rapporti, la tifoseria della Paolana è gemellata dal 1987 con quella della Palmese, il rapporto tra le due tifoserie è ancora oggi molto sentito, ciò lo fa rientrare tra i gemellaggi più longevi del panorama ultras calabrese ed è caratterizzato da continui scambi di visite ufficiali e non.
Un altro gemellaggio molto sentito sostenuto dalla tifoseria paolana è quello con i biancoverdi della Vigor Lamezia.
In passato buoni rapporti anche con la tifoseria della Juve Stabia, (risalenti agli anni ottanta), successivamente attempati con il passare del tempo e la mancanza di incontri tra le due compagini.
Non corre buon sangue, invece, con le tifoserie delle maggiori piazze della Provincia: in particolare Castrovillari, Corigliano, Rossanese, Acri e Amantea.
Tuttavia, non da meno sono gli attriti con le tifoserie di Gioiese (per via della rivalità di questi ultimi con i palmesi) e Sambiase.
Vecchie ruggini con Vibonese e Savoia.